# Chu kỳ Sothic
Chu kỳ Sothic hoặc thời kỳ Canicular là khoảng thời gian 1.461 năm dân sự Ai Cập là 365 ngày mỗi năm hoặc 1.460 năm Julius trung bình 365¼ ngày mỗi lần. Trong chu kỳ Sothic, năm 365 ngày mất đủ thời gian để đầu năm lặp lại một lần nữa trùng khớp với sự trỗi dậy của ngôi sao Sirius (Ai Cập cổ đại Spdt hoặc Sopdet, "Tam giác"; tiếng Hy Lạp cổ: Σῶθις, Sō̂this) vào ngày 19 tháng 7 theo lịch Julius. Đây là một khía cạnh quan trọng của Ai Cập học, đặc biệt liên quan đến việc tái cấu trúc lịch Ai Cập và lịch sử của nó. Các ghi chép thiên văn về sự dịch chuyển này có thể là nguyên nhân cho việc thành lập các lịch Julius và Alexandrian chính xác hơn.

## Cơ học
Năm dân sự Ai Cập cổ đại, các ngày lễ và các ghi chép tôn giáo phản ánh sự thành lập rõ ràng của nó tại thời điểm khi sự trở lại của ngôi sao sáng Thiên Lang trên bầu trời đêm được coi là báo hiệu cho trận lụt hàng năm của sông Nile. Tuy nhiên, vì lịch dân sự dài chính xác 365 ngày và không kết hợp năm nhuận cho đến ngày 22  BC, tháng của nó "lang thang" ngược qua năm chí tuyến với tốc độ khoảng một ngày trong mỗi bốn năm. Điều này gần như chính xác tương ứng với sự dịch chuyển của nó so với năm Sothic. (Năm Sothic dài hơn một năm so với một năm mặt trời.) Các năm thiên văn gồm 365,25636 ngày chỉ có giá trị cho các ngôi sao trên hoàng đạo (con đường rõ ràng của Mặt Trời trên bầu trời), trong khi đó dịch chuyển sao Thiên Lang ~ 40˚ bên dưới mặt phẳng hoàng đạo, nó chuyển động riêng, và lắc lư trong những thiên thể Thay vào đó, xích đạo thiên cầu làm cho khoảng thời gian giữa các lần mọc gần Mặt Trời của nó gần như chính xác là 365,25 ngày. Sự mất mát liên tục của một ngày tương đối cứ sau bốn năm trong suốt lịch 365 ngày có nghĩa là ngày "lang thang" sẽ trở về vị trí ban đầu so với năm mặt trời và năm Sothic sau chính xác 1461 dân sự hoặc 1460 năm Julian.